# Raión de Drybin
Drybin (en bielorruso: Дрыбінскі раён) es un raión o distrito de Bielorrusia, en la provincia (óblast) de Maguilov. 
Comprende una superficie de 766 km².

## Demografía
Según estimación 2010 contaba con una población total de 12253 habitantes.